# .22 Remington Automatic
O .22 Remington Automatic (também conhecido como .22 Remington Auto e ocasionalmente .22 Rem Auto) é um cartucho de fogo circular americano, para rifles no calibre .22" (5,6 mm), desenvolvido pela Remington em 1916.

## Dimensões

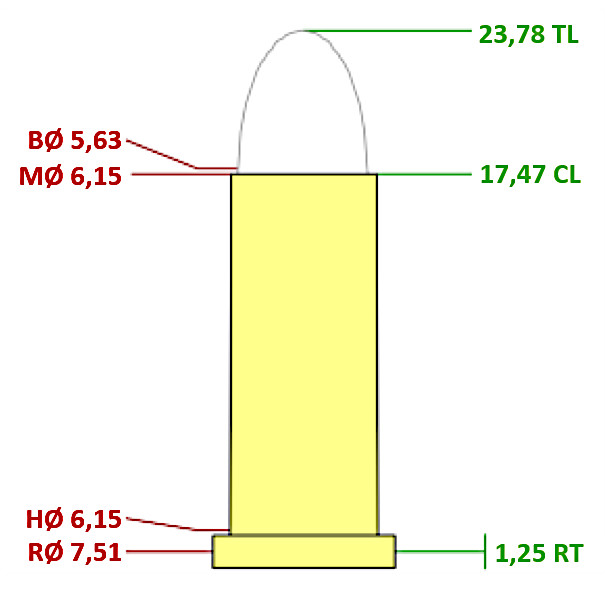

## Visão geral
Introduzido para o rifle semiautomático Remington Model 16 em 1916, o .22 Rem Auto nunca foi usado em qualquer outra arma de fogo. Ele não se encaixará corretamente em outras armas de fogo circular .22, nem fará outra munição rimfire .22, incluindo o dimensionalmente muito semelhante .22 Winchester Automatic, intercambiar com ele. Esse recurso impedia o uso de cartuchos de pólvora negra, que ainda eram populares quando apareceu pela primeira vez, de serem usados no Model 16, resultando em resíduos de pólvora obstruindo rapidamente a ação e tornando a arma inoperável.

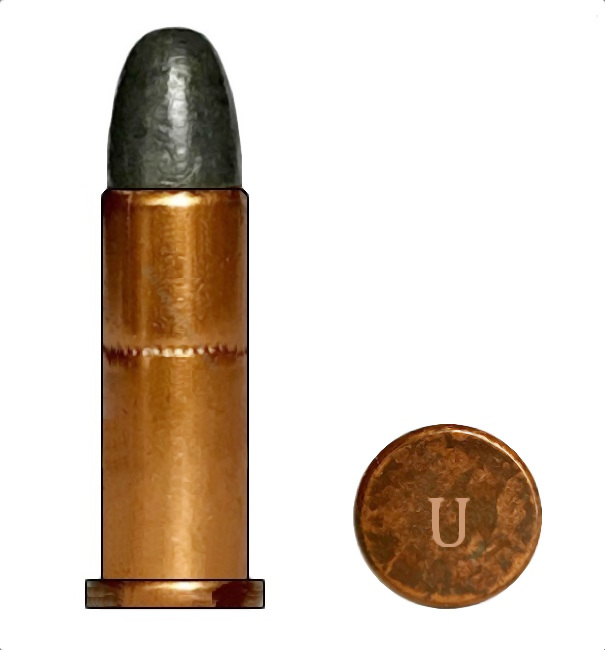
O cartucho .22 Remington Automatic.

O poder do .22 Rem Auto é comparável ao do .22 Long, e embora dispare uma bala mais pesada, não oferece nenhuma vantagem de desempenho no .22 Long ou no muito mais comum .22 Long Rifle, e também não é tão preciso ou eficaz quanto o .22 LR.